# Peter Thomson (Diplomat)

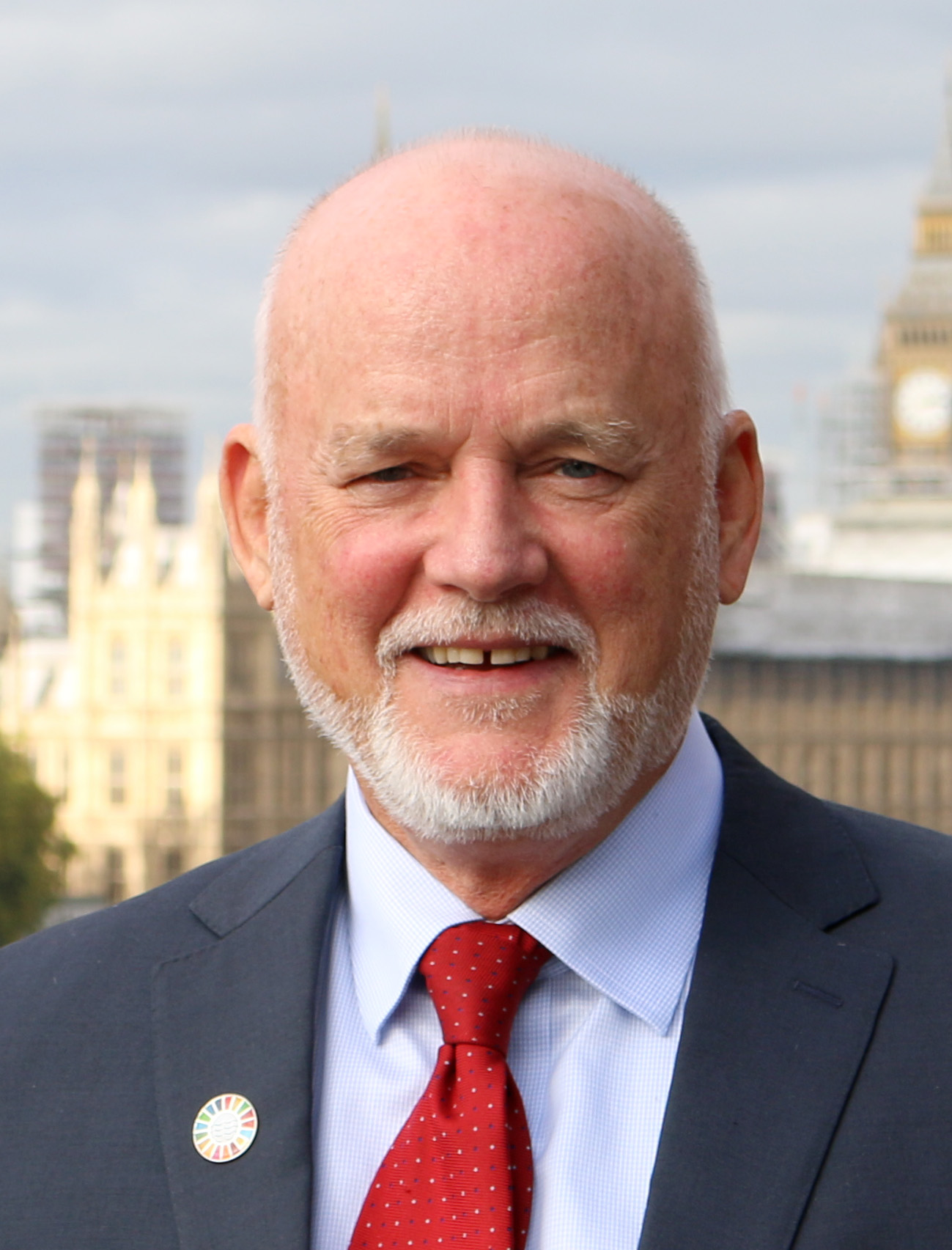
Peter Thomson (2017)

Peter Thomson (* 1948 in Suva) ist ein fidschianischer Diplomat, der unter anderem zwischen 2010 und 2016 Ständiger Vertreter bei den Vereinten Nationen und im Anschluss von 2016 bis 2017 Präsident der 71. UNO-Generalversammlung war. Seit 2017 ist er UN-Sondergesandter für den Ozean.

## Leben
Peter Thomson war der Sohn von Sir Ian Thomson (1920–2008), der unter anderem von 1941 bis 1967 britischer Kolonialbeamter in Fidschi, zwischen 1967 und 1971 Administrator der Britischen Jungferninseln sowie nach seiner Rückkehr von 1971 bis 1985 der Administrator von Fidschis Zuckerindustrieverwaltung war, und dessen Ehefrau Lady Nancy Thomson. Er selbst besuchte die Suva Grammar School, die Natabua High School in Lautoka sowie von 1966 bis 1967 die Sevenoaks School in Sevenoaks. Daraufhin begann er ein Studium der Politikwissenschaft an der University of Auckland, welches er mit einem Bachelor of Arts (B.A. Political Science) beendete. Er absolvierte zudem ein postgraduales Studium im Fach Entwicklungsforschung am Wolfson College der University of Cambridge. Daraufhin war er von 1972 bis 1978 als Beamter in der Regierung von Fidschi für die Entwicklung in den ländlichen Gebieten von Navua, Macuata und Taveuni zuständig. 1978 wechselte er ins Außenministerium, wo er Verantwortlicher für Politik und internationale Entwicklungshilfe war, bevor er 1979 zum Sekretariat des Pacific Islands Forum (PIF) abgeordnet wurde. 1981 wurde er Geschäftsträger sowie Erster Sekretär für Hilfe, Handel und Tourismus an der neueröffneten Botschaft in Japan und wurde 1984 zum Generalkonsul in Sydney ernannt.
1986 kehrte Thomson nach Fidschi zurück und war zunächst Ständiger Pressesekretär von Premierminister Ratu Sir Kamisese Mara und dessen Nachfolger Timoci Bavadra. Im Mai 1987 wurde er zum Ständigen Sekretär des Generalgouverneurs Ratu Sir Penaia Ganilau ernannt, eine Position, die er bis zu seinem Rücktritt aus dem öffentlichen Dienst nach dem zweiten Militärputsch im September 1987 innehatte. Er war zeitweise Mitglied im Vorstand der Tourismusbehörde (Fiji Tourism Authority) und der Fernseh- und Radiosender Fiji TV und Fiji Broadcasting Commission. Anschließend war er von 1988 bis 2009 in der Privatwirtschaft als Geschäftsführer sowie Management- und Anlageberater mit Spezialisierung auf den Pazifikraum tätig. Zu seinen Kunden zählten öffentliche Einrichtungen und regionale Organisationen sowie Banken, Universitäten und Investmentgesellschaften. Er ist außerdem Gründungsmitglied der Exekutivkomitees des New Zealand-Fiji Business Council, dessen lebenslanges Mitglied auf Lebenszeit er 2007 wurde, und des Australia-Fiji Business Council.
Peter Thomson wurde im Februar 2010 Ständiger Vertreter bei den Vereinten Nationen in New York City und fungierte gleichzeitig als Botschafter Fidschis in Kuba. Diese Funktion hatte er bis zu seinem Amtsantritt als Präsident der 71. Generalversammlung der Vereinten Nationen 2016 inne. Daneben war von 2011 bis 2012 zugleich Vizepräsident der UN-Generalversammlung und Präsident der Versammlung der Internationalen Meeresbodenbehörde und später zwischen 2015 und 2016 Präsident der Ratssitzung der Internationalen Meeresbodenbehörde in Kingston. Des Weiteren war er 2013 Vorsitzender der Gruppe der 77 und China, dem größten Verhandlungsblock bei den Vereinten Nationen, sowie ferner von Januar 2014 bis Januar 2015 Vorsitzender der Exekutivräte des Entwicklungsprogramms der Vereinten Nationen (UNDP), des Bevölkerungsfonds der Vereinten Nationen (UNFPA) und des Büros der Vereinten Nationen für Projektdienste (UNOPS).

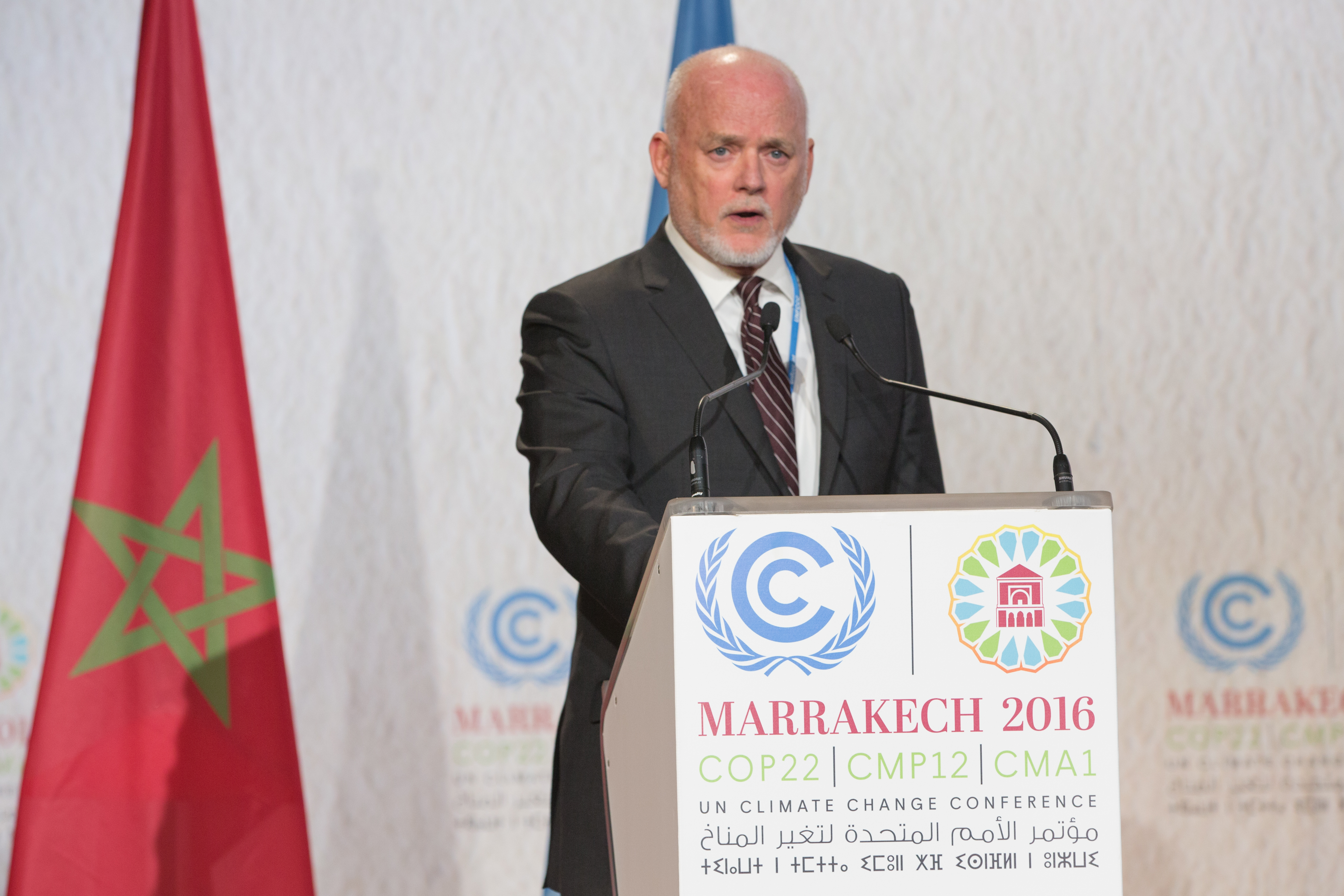
Thomson als Redner auf der UN-Klimakonferenz in Marrakesch 2016.

Am 13. Juni 2016 wählte die Generalversammlung der Vereinten Nationen Peter Thomson zum Präsidenten der 71. UNO-Generalversammlung, die von September 2016 bis September 2017 dauerte. In seiner Amtszeit begleitete er unter anderem die Vorbereitung der Ozeankonferenz im Juni 2017. Am 12. September 2017 wurde er vom Generalsekretär der Vereinten Nationen António Guterres zum UN-Sondergesandten für den Ozean ernannt. Aufgabe des Sondergesandten ist, konzertierte Maßnahmen zur Weiterverfolgung der Ergebnisse der Ozeankonferenz der Vereinten Nationen zu ergreifen, um die Agenda 2030 für nachhaltige Entwicklung zu unterstützen und die Dynamik für Maßnahmen zum Schutz und zur nachhaltigen Nutzung der Ozeane, Meere und Meeresressourcen im Sinne einer nachhaltigen Entwicklung aufrechtzuerhalten. Als UN-Sondergesandter leitet er die Lobbyarbeit und Öffentlichkeitsarbeit der Vereinten Nationen innerhalb und außerhalb des Systems der Vereinten Nationen leiten und stellt sicher, dass die vielen positiven Ergebnisse der Ozeankonferenz, einschließlich der fast 1.400 freiwilligen Verpflichtungen, umfassend analysiert und umgesetzt werden. Darüber hinaus arbeitet er mit der Zivilgesellschaft, der Wissenschaft, dem Privatsektor und anderen relevanten Interessengruppen zusammen, um deren Aktivitäten zur Umsetzung des Nachhaltigkeitsziels 14 zu bündeln und zu fördern.
Thomson ist außerdem Autor mehrerer Veröffentlichungen und sein Buch „Kava in the Blood“ über die Militärputsche 1987 gewann den Montana Book Award in der Kategorie Studien und Essays. 2014 wurde er zum Offizier des Ordens von Fidschi ernannt, ein Titel, der vom Präsidenten der Fidschi-Inseln in Anerkennung der Leistungen der Fidschianer und ihrer Beiträge zur Nation verliehen wird. Aus seiner 1973 geschlossenen Ehe mit Marijcke Thomson gingen ein Sohn sowie eine Tochter hervor.